# 北城街道 (舒兰市)
北城街道，是中华人民共和国吉林省吉林市舒兰市下辖的一个乡镇级行政单位。

## 行政区划
北城街道下辖以下地区：
育才社区、正阳社区、旭阳社区和城西社区。